# آل بريك (حوطة بني تميم)
آل بريك، هي قرية من فئة (ب) تقع في محافظة حوطة بني تميم، والتابعة لمنطقة الرياض في السعودية. وتبعد آل بريك عن محافظة حوطة بني تميم بمسافة تقارب () كم.